# Rondrit (attractiepark)

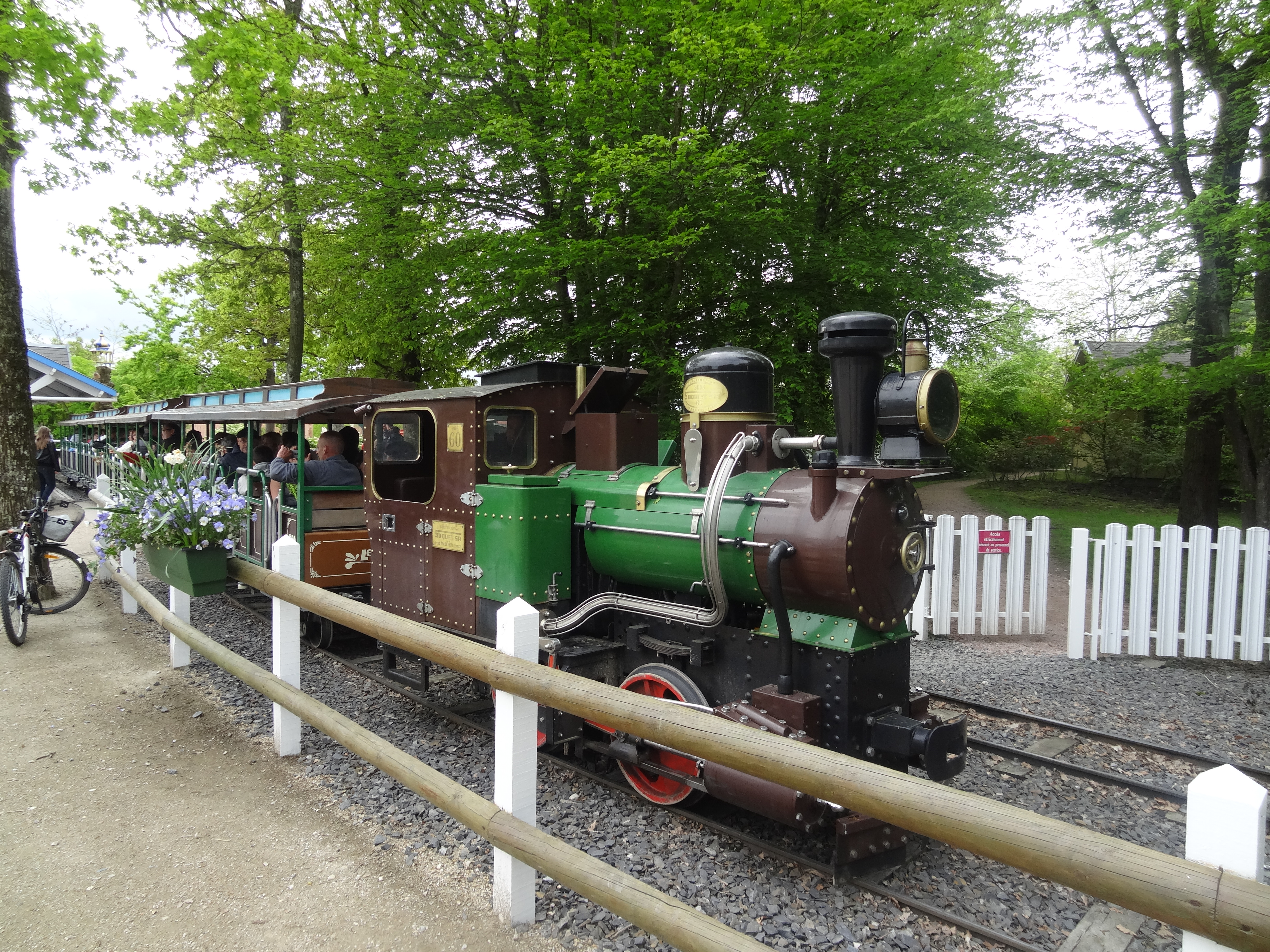
La Conquête de l'Ouest, Le PAL

Een rondrit is een pretpark-attractietype waarbij een transportmiddel een aangelegd parcours volgt in de buitenlucht. Indien de rit overdekt afgelegd wordt, betreft het een darkride.
Voorbeelden van transportmiddelen zijn auto's, tractoren, treinen of een ander soort wagentje. Het kan zijn dat het transport in konvooivorm is waarbij er meerdere wagentjes aan elkaar vast hangen.
Een rondrit gaat over het algemeen meestal op voetgangers- of fietserssnelheid. De lengte van de baan verschilt erg van park tot park. Het kan zijn dat een trein over het ganse park rondrijdt en meerdere stations heeft.

## Soorten
- In sommige attractieparken is het transportmiddel een oldtimer. Meestal wordt dan gesproken van een oldtimerbaan.
- Indien het transportsysteem boten zijn, wordt gesproken van een rondvaart.
- Als het transportsysteem paarden of andere dieren zijn, spreekt men van een paardenbaan.
- Als de rondrit zich op een bepaalde hoogte bevindt, spreekt men van een monorail.
- Ook in safariparken maken bezoekers rondritten. Ze gaan dan in speciale open bussen of treinen langs de dieren die vrij in het park rondlopen.

## Thematisering
Bij sommige rondritten staan langs de baan verschillende scènes met daarin animatronics of speciale effecten zoals water en nevel opgesteld. Een rondrit heeft daarom veel weg van een darkride. Het enige verschil is dat een darkride indoor is en een rondrit outdoor. Een combinatie van beide is mogelijk.